# Zimirina grancanariensis
Zimirina grancanariensis là một loài nhện trong họ Gnaphosidae.
Loài này thuộc chi Zimirina. Zimirina grancanariensis được Jörg Wunderlich miêu tả năm 1992.